# استخوان چنگکی
استخوان چَنگِکی یا هَمِیت (به انگلیسی: Hamate) استخوانی کوچک در مچ دست انسان است. این استخوان یکی از هشت استخوان مج دست است. چون بر روی آن یک برجستگی به صورت قلاب یا چنگک وجود دارد بدین نام خوانده شده‌است. این استخوان با قاعده انگشتان پنجم و بخشی از چهارم مفصل می‌شود.
استخوان‌های ردیف تحتانی (دورینه، دیستال) مچ دست از سمت خارج به داخل عبارتند از:
- استخوان ذوزنقه‌ای (تراپزیوم)
- شبه ذوزنقه‌ای (تراپزوئید)
- کله‌ای (کاپیتیت)
- چنگکی (همیت)

## نگارخانه

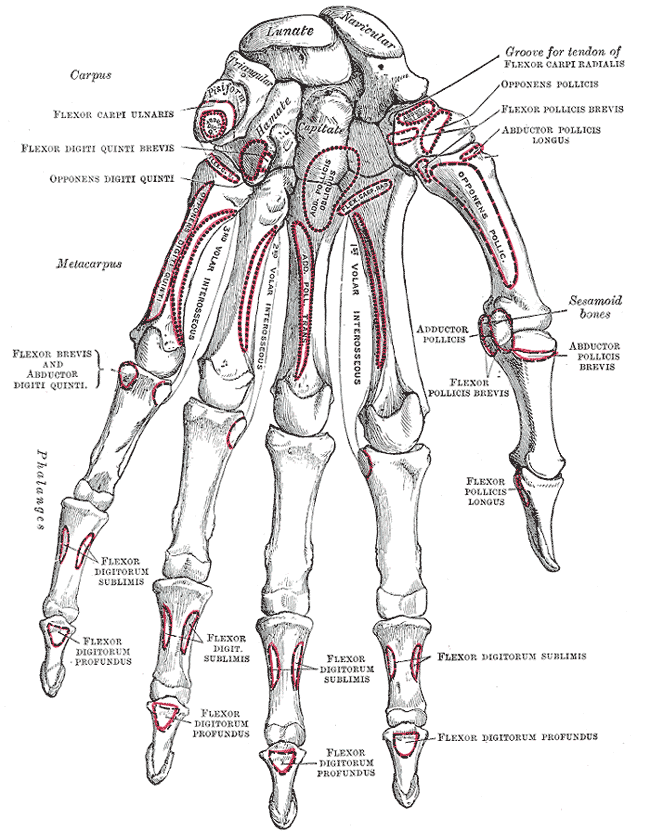
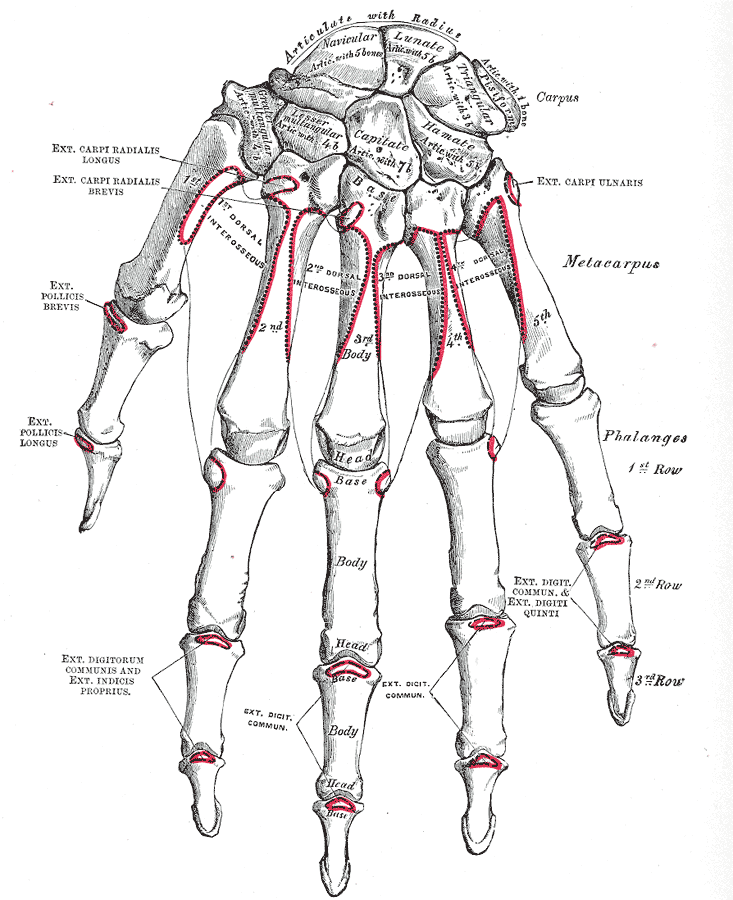
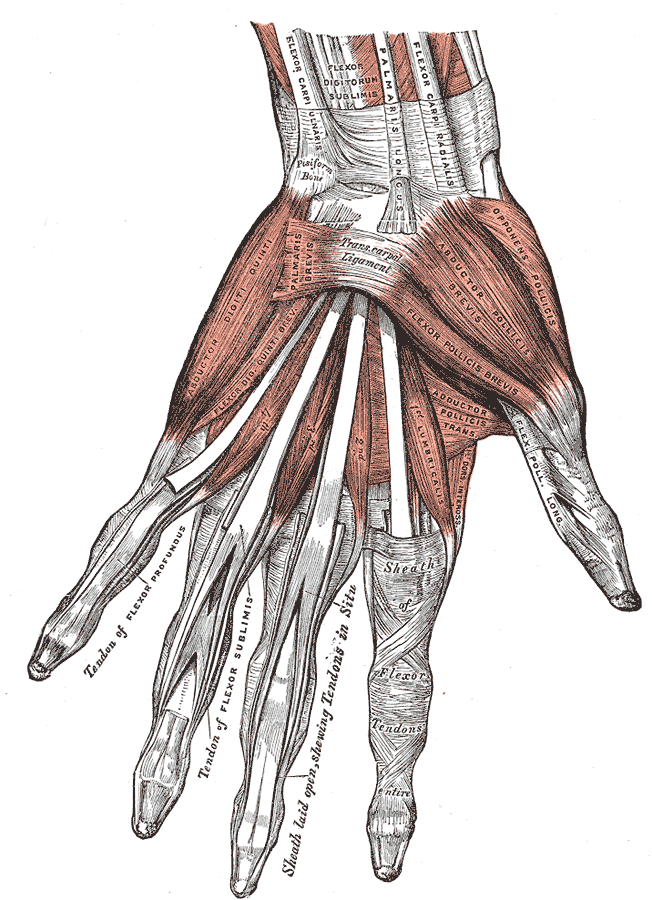